# Kelly Sullivan
Kelly Sullivan, född 3 februari 1978 i Puyallup, Washington, är en amerikansk skådespelerska. Hon är bland annat känd för sin roll Connie Falconeri i såpan General Hospital. Hon medverkar även i serien Too Close to Home.